# فوبرتال

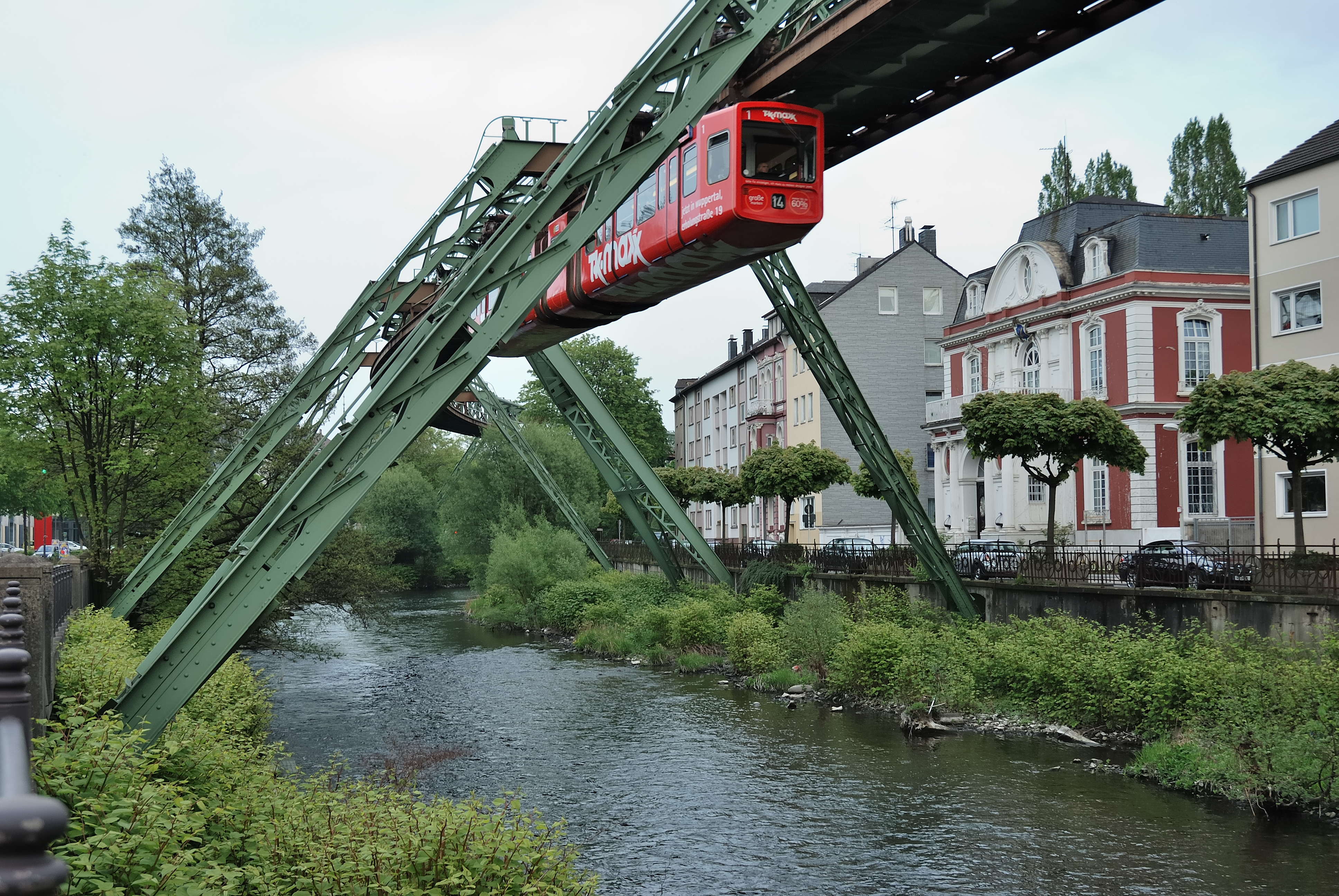
قطار فوبرتال المعلق فوق حي «بارمين».

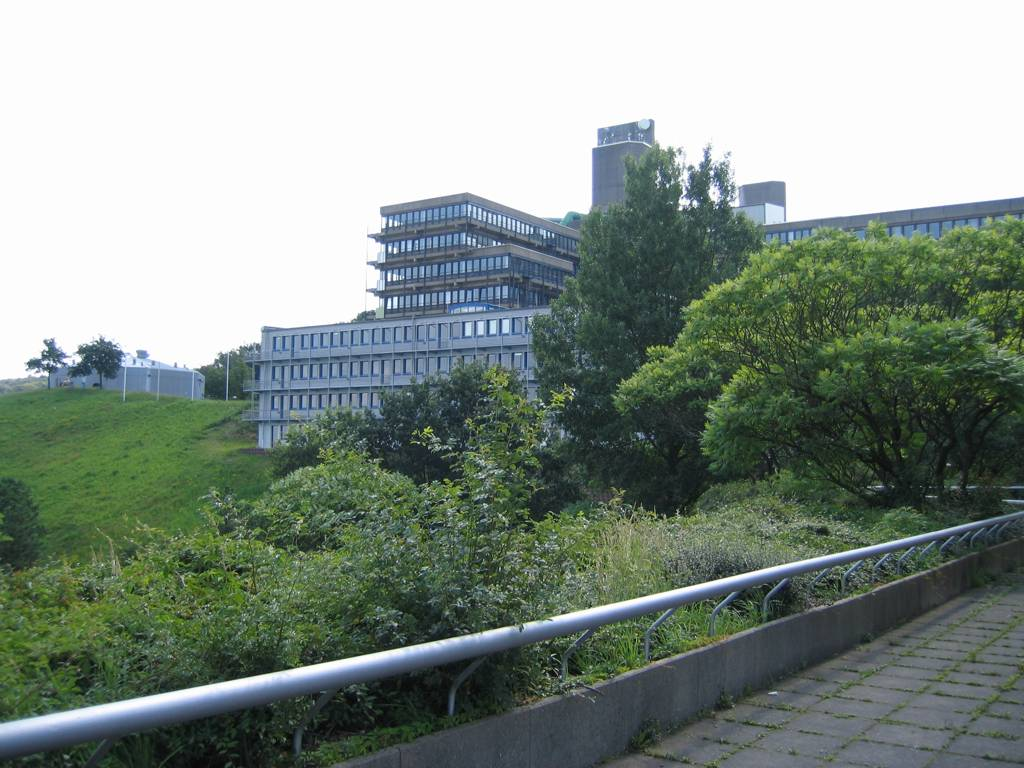
جامعة فوبرتال

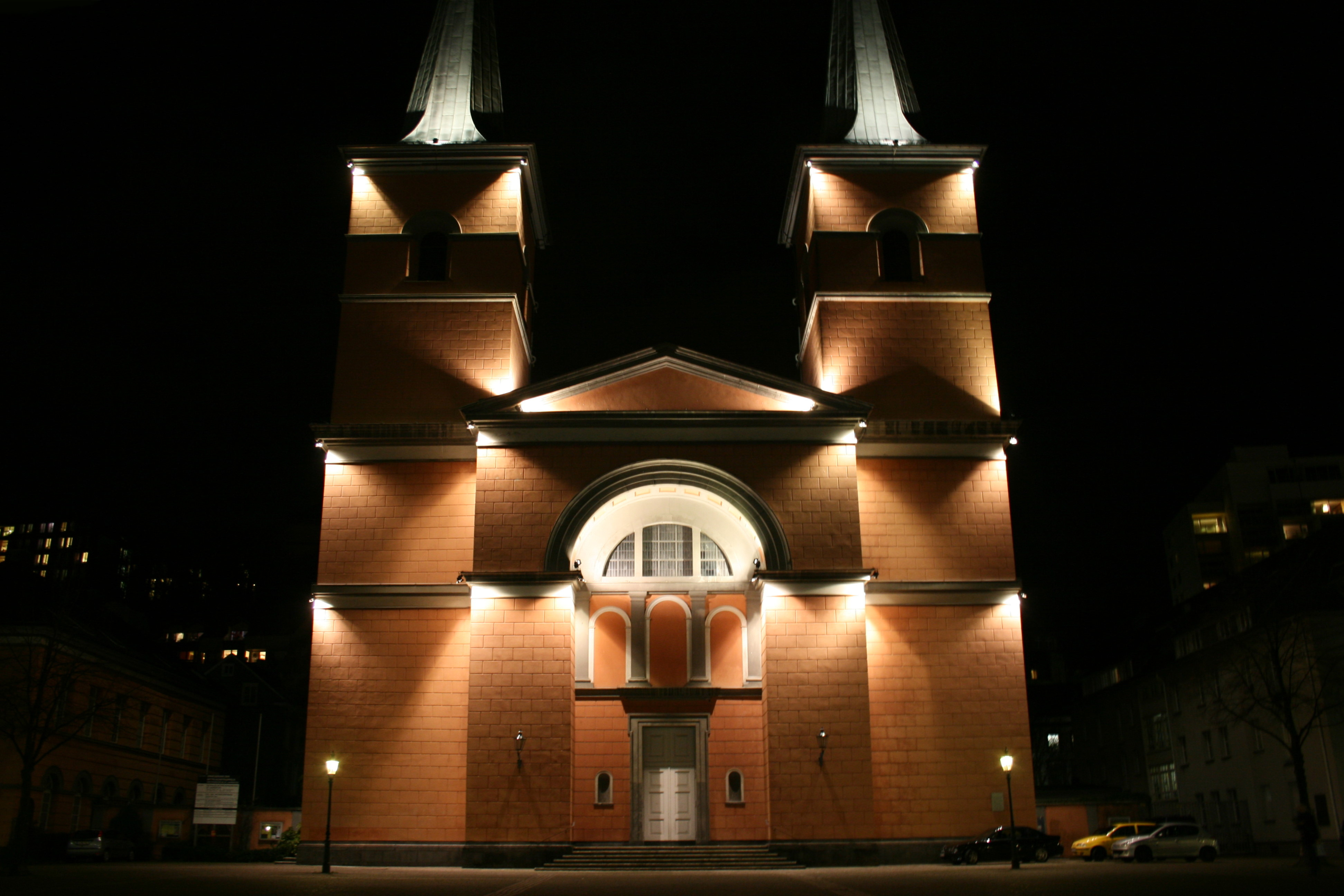
كنيسة

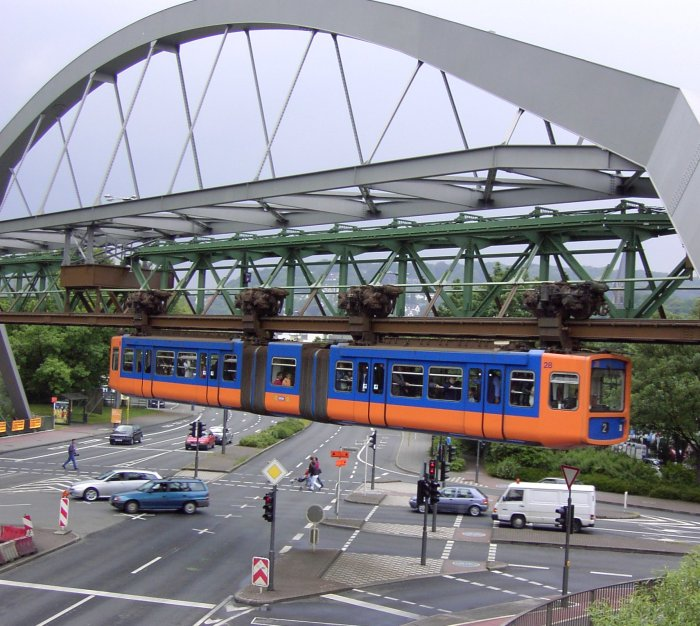
القطار المعلق

فُوبِرتَال أو فُبَرتَال (بالألمانية: Wuppertal) هي مدينة تقع في ولاية شمال الراين - وستفاليا في غرب ألمانيا ضمن محافظة دوسلدورف. تشتهر المدينة بقطارها المعلق الذي يمر فوق المدينة معلقا ويتبع مسيرة «نهر الفوبر». بهذا تمكن المهندس الألماني الاستغناء عن شق شارع يمر فيه القطار، فجعله معلقا يسير فوق مجرى النهر. وبفضل هذا القطار يمكنك الانتقال فوق نهر فوبر، من مكان إلى مكان داخل المدينة فهو بمثابة «مترو» للنقل العام. وقد تمت تسميته باسم مدينة فوبرتال وهو «قطار فوبرتال المعلق».
لقد تم تدشين سكة القطار المعلق عام 1900 على يد القيصر الألماني فيلهلم الثاني (1859-1941). والشاعرة الألمانية إلزه لاسكر شولر (1869-1945) قامت بوصف رمز مدينتها بأنه «تنين فولاذي» يلتف ويلتوي «فوق النهر الأسود»، محطاته هي رؤوسه العديدة وكشافاته عيون التنين التي تقدح شرراً. لكن لم يشارك في البداية كل المواطنين هذه الشاعرة الكبيرة التي تنتمي بالأصل إلى فوبرتال في تحمسها. حتى أن الذي اخترع هذا القطار بنفسه كان يسميه بتحفظ ملموس «ذلك الشيء».
قد تصلح وسيلة النقل المعلقة لنقل شتى المنقولات، لكن لا يمكن القول أنها تصلح لنقل الفيلة. فالفيل «توفي» (Tuffi)، مثلاً، الذي أراد منه صاحبه أن يقوم بالترويج للسيرك، جعله هذا الوضع المعلق بين السماء والأرض في حالة من الهلع. فدفع جدار العربة الخارجي بساقه ثم هوى وغطس في نهر «فوبر». وكان من ذلك أن أضاف «توفي» إلى خدوشه بعض الخدوش وإلى قصص فوبرتال قصة فكاهية أخرى.
واليوم يوجد في فوبرتال معمل ألبان يحمل اسم «توفي»، ولذا لا يخلو رف من رفوف التبريد في المتاجر من لبن «توفّي» وجبن «توفي». كما ترى، كل شيء في فوبرتال يتعلق في النهاية بطريقة أو بأخرى بالقطار المعلق.

## توأمة
لفوبرتال اتفاقيات توأمة مع كل من:
- South Tyneside [الإنجليزية]‏ منذ (1951 -)
- بئر السبع (29 سبتمبر 1977 -)
- شفيرين (فبراير 1987 -)
- كوشيتسه (1980 -)
- سانت إتيان (12 يناير 1960 -)
- Schöneberg  [لغات أخرى]‏ (17 فبراير 1964 - 2000)
- ماتاغلبا (14 ديسمبر 1987 -)
- لغنيتسا (15 يونيو 1993 -)
- يكاترينبورغ (1993 -)
- إنجلز
- طبرقة
- تشينغداو
- دونغ غوان

## أعلام
- توم تيكوير
- كورت فرانز
- يوهانس راو
- بينا باوش
- غونزالو كاسترو
- كريستيان ليندنر
- فريدريك إنجلز

## اقرأ أيضا
- قطار فوبرتال المعلق
- دوسلدورف